# Stazione di Canosa di Puglia
La stazione di Canosa di Puglia è una stazione a servizio della città di Canosa di Puglia che si trova sulla linea Barletta-Spinazzola.

## Strutture e impianti
La stazione era dotata fino agli anni novanta di un fabbricato viaggiatori che al suo interno ospitava biglietteria, sala d'attesa, servizi igienici e dirigenza del movimento. Considerato un ramo secco, c'è stata negli ultimi anni una drastica riduzione del fascio binari e l'impresenziamento. Infatti, attualmente il locale è sede di un'attività commerciale gestita da privati.
All'interno si contano 2 binari passanti per il servizio passeggeri muniti di 2 banchine e collegati tra loro tramite una passerella sui binari.

## Galleria d'immagini

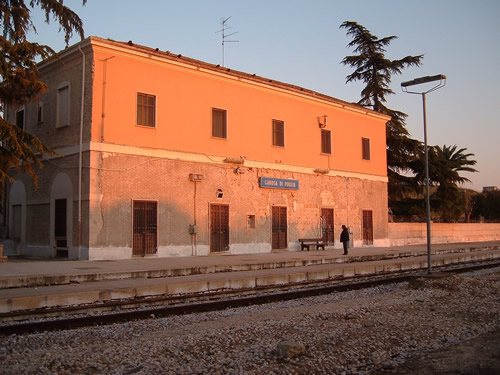
Il fabbricato viaggiatori al lato binari
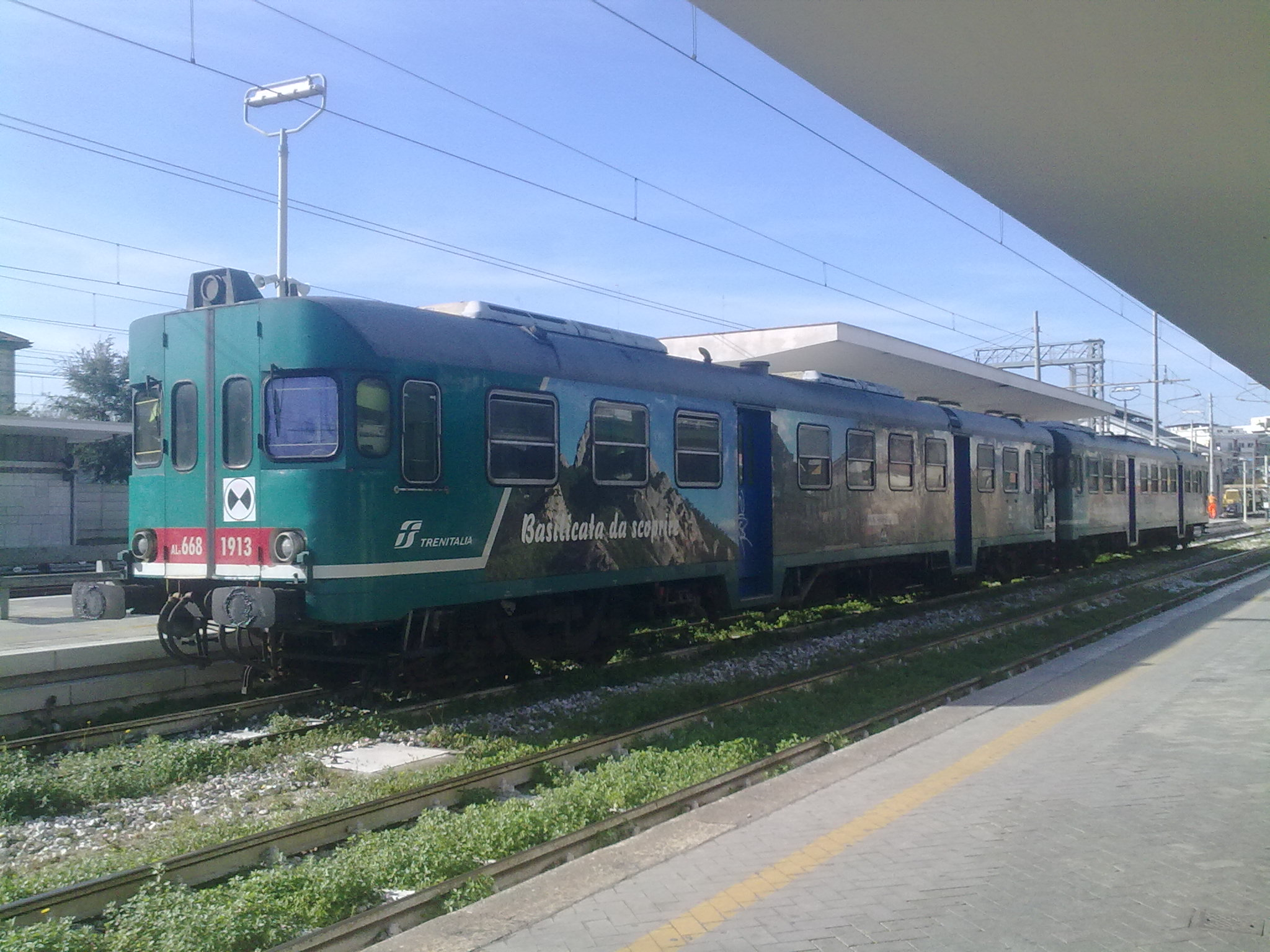
Treno per Canosa nella stazione di Barletta